# Milton Campos (militar)
Milton Campos (Juiz de Fora, 14 de julho de 1920 — Belo Horizonte, 19 de novembro de 2005). Filho de Maximino de Campos e Ultimina Lussardi de Campos.

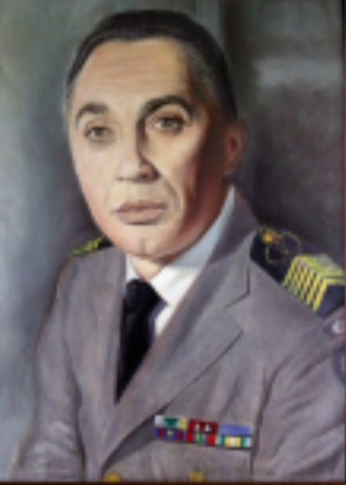
[https://www.policiamilitar.mg.gov.br/site/externo/pagina/9793/url Quadro do Cel Milton Campos ex Comandante Geral de Minas Gerais

Foi Comandante-Geral da Polícia Militar de Minas Gerais, Chefe do Estado Maior de Minas Gerais, Tesoureiro Geral da PMMG, Presidente da União dos reformados da PMMG, Presidente do Clube dos oficiais da PMMG, um dos fundadores de Carapebus(colônia de férias da PMMG em Vitória , ES), participou da fundação da USIMINAS, foi Superintendente da Santa Casa de Belo Horizonte, Poeta membro da Academia Guimarães Rosa e ex Academia Belo-horizontina de Letras, Conselheiro do Clube Atlético Mineiro.

## Amigos e Curiosidades
Em sua carreira profissional teve grandes parceiros de trabalho e amigos de grande apreço como
Israel Pinheiro, Juscelino Kubitschek, Nelio Cerqueira e Carlos Horta Pereira.
O coronel Milton Campos acompanhou a primeira missão japonesa em visita ao Brasil. Durante vãrios dias percorreu a região de Itabira e Coronel Fabriciano em um vagão especial da Vale do Rio Doce e muitas vezes a pé ou carroças juntamente com o dep. Ultimo de Carvalho e o dep. federal de São Paulo Tamura.
Foi grande amigo de JK mesmo depois dele ter sido cassado. Ele rememorava, com saudades, as serestas em que participou com o presidente.
Poemas em destaque: ATRÁS DA VIDRAÇA e NOITE TROPICAL.

## Família
Foi casado por 59 anos com Elza Ephigênia Câmara Campos com quem teve os filhos Elton Câmara Campos, Milton Caio Câmara Campos(Cokita) e César Câmara Campos e três netos Caio, Nádia e Rennan.